# Tiffany Mynx
Tiffany Mynx, née le 10 octobre 1971 à Upland (Californie), est une actrice pornographique et réalisatrice américaine.

## Biographie
En 1992, elle emménage à Los Angeles chez sa grand-mère. Elle commence par travailler comme danseuse exotique. Ensuite elle pose pour Penthouse et joue dans son premier film X "The DJ".
En 1995, elle se marie avec l'acteur Cody Adams, après son deuxième enfants elle se fait des implants mammaires et signera avec le studio "Elegant Angel" et fait "Buttwoman 97".
Elle eut une carrière torride, car elle fait la totalité des scènes voulues (anal, MILF, interraciale, facial, lesbiennes ...) par les réalisateurs des films X.
En 1998 elle écrit et réalise le film "Asswoman in Wonderland".

## Récompenses et nominations
Récompenses
- 1994 : AVN Awards Best Anal Sex Scene pour Sodomania # 5 (avec Kitty Yung et Randy West)
- 1994 : F.O.X.E. Awards, Favorite Female (avec Nikki Dial, Ashlyn Gere)
- 1997 : XRCO Awards, Best Girl-Girl Scene pour Miscreants (avec Jeanna Fine, Stephanie Swift)
- 1998 : CAVR Award - Hottest Porn Star (égalité avec Alisha Klass)[1]
- 1998 : XRCO Awards – Best Group Scene pour Asswoman in Wonderland (avec Iroc, Stryc-9, Van Damage, Luciano)
- 1998 : F.O.X.E Awards – Favorite Female (égalité avec Jenna Jameson, Stacy Valentine, Stephanie Swift)
- 2001 : AVN Hall of Fame
- 2003 : XRCO Hall of Fame
- 2007 : AVN Awards – Best Sex Scene Coupling (Video) pour Slave Dolls # 2 (avec Manuel Ferrara)

Nominations
- 1996 : CAVR Award, Actress, Best Performers (nommée)
- 1998 : CAVR Award, Hottest Scene (avec Jacklyn Lick) (nommée)
- 2000 : CAVR Award, Fan Favorite Star (nommée)
- 2001 : CAVR Award, Fan Favorite Star (nommée)
- 2005 : Rog's Awards Critics Choice, Best Female (nommée)
- 2005 : Rog's Awards Fan Favorites, Best Female Performer (nommée)

## Filmographie selective
- Girls Love Girls 4 (2012)
- Big Wet Asses 20 (2011)
- Lex The Impaler 4 (2008)
- No Cum Dodging Allowed 10 (2008)
- No Man's Land Coffee and Cream 1 (2007)
- Big Wet Asses 9 (2006)
- Obsession (2006)
- No Man's Land Interracial Edition 8 (2005)
- Anal Romance 1 & 2 (2005)
- Once You Go Black 2 (2003)
- Dark Paradise 2 & 3
- Clam Jumpers (2001)
- Sorority Sex Kittens 4 (2000)
- No Man's Land 26 & 27 (1999)
- Whack Attack (1998)
- Asswoman in Wonderland (1998)
- Totally Tiffany (1997)
- Buttwoman (1997)
- Blowjob Adventures of Dr. Fellatio 2 (1997)
- Vixxxen (1997)
- Passion (1996)
- Babes Illustrated 5 (1996)
- Born for Sex (1996)
- Cheerleader Strippers (1996)
- Cumback Pussy 4 Get Some (1996)
- Deep Throat Girls 9 - Tiffany Mynx (1995)
- No Man's Land 9 (1994)
- Deep Inside Tiffany Mynx (1993)
- Virtual Sex (1993)
- Taboo 10 (1992)
- Anal Rampage (1992)
- Anal Rookies (1992)
- Deep Throat 6 (1992)
- The D.P. Man 2 (1992)
- Sodomania 1, 2, 3 (1992)
- The Tiffany Minx Affair (1992)
- The D.J. (1992)